# Clephydroneura xanthopa
Clephydroneura xanthopa är en tvåvingeart som först beskrevs av Christian Rudolph Wilhelm Wiedemann 1819.  Clephydroneura xanthopa ingår i släktet Clephydroneura och familjen rovflugor. Inga underarter finns listade i Catalogue of Life.